# HYDE (アルバム)
『HYDE』（ハイド）は、日本のロックバンド・L'Arc〜en〜Ciel、VAMPSのボーカリストで、シンガーソングライターであるHYDEのベスト・アルバム。2009年3月18日発売。発売元はKi/oon Records内に設立した自身の主宰レーベル、HAUNTED RECORDS。

## 解説
HYDEがソロ名義で発表した初のベストアルバム。
本作には、HYDEが2001年から2006年に発表したシングル・アルバムからセレクトした16曲に、中島美嘉（NANA starring MIKA NAKASHIMA名義）に提供した楽曲「GLAMOROUS SKY」をセルフカバーした音源を加えた全17曲が収録されている。ちなみに、本作に収録されたすべての楽曲には、tucky a.k.a 瀧口博達（Parasight Mastering）によるリマスタリングが施されている。
なお、本作には2ndアルバム『666』から7曲、3rdアルバム『FAITH』から5曲が選定されているが、1stアルバム『ROENTGEN』からセレクトされた楽曲は僅か1曲となっている。そしてシングル表題曲に関しては、『ROENTGEN』に収録された3曲に限り収録されていない（1stシングルの表題曲「evergreen」は、バンドサウンドアレンジを施したリアレンジバージョンで収録されている）。従って、このベストアルバムはアンビエント色の強いムーディなスタイルの＜静＞をテーマとした時期よりも、ハードロックスタイルの＜動＞をテーマとしていたときの活動の中で発表していた楽曲が重点的に収録されている。
余談だが、HYDEは2008年に、前述の＜動＞の時期に共同プロデューサー兼サポートギタリストを務めていたK.A.Z（Oblivion Dust）と新たにロックユニット、VAMPSを結成している。このロックユニットは、前述の＜動＞をテーマとしていた活動をより本格的に進めていくことを踏まえ結成されており、本作に収録された楽曲の多くがVAMPS名義で開催したライヴで演奏されている。なお、HYDEはVAMPS結成に伴い、新たにインディレーベル、VAMPROSEを設立している。この新レーベル設立を受け、HYDEが2001年にKi/oon Records内に設立した主宰レーベル、HAUNTED RECORDSは解散する運びとなった。こういった経緯があり、本作はHAUNTED RECORDSからリリースされる最後の作品となった。
本作は、初回生産限定盤 (CD+DVD) と通常盤 (CD) の2種類でリリースされた。初回生産限定盤には、これまでに発表したミュージック・ビデオと各シングル・アルバムのテレビCMが収録されたDVDが付属している。また、初回盤は温度の変化でデザインが変わるサーモグラフィック・ジャケット仕様となっている。ちなみに、両形態ともに2006年発表の3rdアルバム『FAITH』から引き続き、フィジカルに付属する歌詞カードに記載された歌詞の英語詞部分に、日本語訳のルビがふられている。

## 収録曲
1. MADE IN HEAVEN
  - 作詞・作曲：HYDE / 編曲：HYDE, K.A.Z

3rdアルバム『FAITH』収録曲。
2. IT'S SAD
  - 作詞：HYDE / 作曲：K.A.Z / 編曲：HYDE, K.A.Z

3rdアルバム『FAITH』収録曲。
3. EVERGREEN [DIST.]
  - 作詞・作曲：HYDE / 編曲：HYDE, K.A.Z

6thシングル「COUNTDOWN」のカップリング曲。
なお、この曲は1stシングル「evergreen」のリアレンジバージョンとなっており、アルバムには初収録となった。
4. JESUS CHRIST
  - 作詞・作曲：HYDE / 編曲：HYDE, K.A.Z

3rdアルバム『FAITH』収録曲
5. COUNTDOWN
  - 作詞・作曲：HYDE / 編曲：HYDE, K.A.Z

6thシングルの表題曲。
6. THE OTHER SIDE
  - 作詞・作曲：HYDE / 編曲：HYDE, K.A.Z

4thシングル「HELLO」のカップリング曲で、アルバムには初収録となった。
7. SHINING OVER YOU
  - 作詞：HYDE / 作曲：HYDE / 編曲：HYDE, K.A.Z

2ndアルバム『666』収録曲。
8. HORIZON
  - 作詞：HYDE / 作曲：HYDE / 編曲：HYDE, K.A.Z

5thシングルの表題曲。
9. SEASON'S CALL
  - 作詞：HYDE / 作曲：K.A.Z / 編曲：HYDE, K.A.Z

7thシングルの表題曲。
10. SWEET VANILLA
  - 作詞：HYDE / 作曲：HYDE / 編曲：HYDE, K.A.Z

2ndアルバム『666』収録曲。
11. HELLO
  - 作詞：HYDE / 作曲：HYDE / 編曲：HYDE, K.A.Z

4thシングルの表題曲。本作にはアルバムバージョンで収録されている。
12. HIDEAWAY
  - 作詞：HYDE / 作曲：HYDE / 編曲：HYDE, K.A.Z

2ndアルバム『666』収録曲。
13. PRAYER
  - 作詞：HYDE / 作曲：HYDE / 編曲：HYDE, K.A.Z

2ndアルバム『666』収録曲。
14. MIDNIGHT CELEBRATION
  - 作詞：HYDE / 作曲：HYDE / 編曲：HYDE, K.A.Z

2ndアルバム『666』収録曲。
15. UNEXPECTED [DIST.]
  - 作詞・作曲：HYDE / 編曲：HYDE, K.A.Z

7thシングル「SEASON'S CALL」のカップリング曲。
なお、この曲は1stアルバム『ROENTGEN』収録曲のリアレンジバージョンとなっており、アルバムには初収録となった。
16. THE CAPE OF STORMS
  - 作詞・作曲：HYDE / 編曲：HYDE, Ian Curnow, Dave Ford

1stアルバム『ROENTGEN』収録曲。
17. GLAMOROUS SKY [ENGLISH VER.]
  - 作詞：Ai Yazawa / 作曲：HYDE / 編曲：HYDE, K.A.Z

HYDEがNANA starring MIKA NAKASHIMAに提供した楽曲「GLAMOROUS SKY」を全英語詞でセルフカバーした音源。
なお、このセルフカバーは2016年に発売された中島美嘉のトリビュートアルバム『MIKA NAKASHIMA TRIBUTE』にも収録されている。

## 初回生産限定盤付属DVD
1. EVERGREEN
ディレクター：竹内スグル
2. ANGEL'S TALE
ディレクター：竹内スグル
3. SHALLOW SLEEP
ディレクター：二階健
4. THE CAPE OF STORMS
ディレクター：二階健
5. HELLO
ディレクター：河野良武, 小島淳二
6. HORIZON
ディレクター：辻川幸一郎
7. COUNTDOWN
ディレクター：小島淳二
8. SEASON'S CALL
ディレクター：Christian Swegal

他、全作品のTV-CM

## クレジット
| Track 16 - Produced, Words & Music by HYDE - Co-Produced, Programming, Keyboards & Mixed by イアン・カーナウ, デイヴ・フォード - HYDE：Vocal - Phil Palmer：Acoustic & E.Guitar - Dave Arch：Piano, Organ - Pip Williams：Orchestral Arrangement - James Shearman：Orchestral Conducter - Gavyn Wright：Strings Section Leader - Sonia Slany：Solo Violine - Eddie Hession：Accordion - Skalia Kanga：Harp - Lynne Hobday：English Translation - Isabel Griffith LTD.：Musician Coordination - Yasuhiro Myochin：Recording Coordination - 斎藤仁：Pre-Production - スティーブ・オーチャード：Recording Engineer Track 1 - 15, 17 - Produced & Arranged by HYDE, K.A.Z - Music by HYDE - (Except Tr.2,9 Music by K.A.Z) - Words by HYDE - (Except Tr.7,14 Words by HYDE / Anis) - (Except Tr.8,10〜13 Words by HYDE / Lynne Hobday) - (Except Tr.17 Words by 矢沢あい) - Lynne Hobday：English Translation（Tr.1〜4,6,15） - Anis：English Translation（Tr.5,9） - Rie Eto：English Translation（Tr.17） - HYDE：Vocal - HYDE：Guitar（Tr.6〜8,10〜14） - K.A.Z：Guitar（Tr.1〜5,9,15,17） - K.A.Z：Additional Guitar（Tr.6〜8,10〜14） - スコット・ギャレット：Drums（Tr.1〜5,9,15） - FURUTON：Drums（Tr.6〜8,10〜14） - Arimatsu：Drums（Tr.17） - HIROKI：Bass（Tr.6〜8,10〜14） - ダニー・ローナー：Bass（Tr.1,2,4） - クレイグ・アダムス：Bass（Tr.3,5,9） - KenKen：Bass（Tr.15） - Ju-ken：Bass（Tr.17） - 三柴理：A.Piano（Tr.4） - Lynne Hobday：Voice（Tr.2） - K.A.Z：Programming - 斎藤仁：Additional Synthesizer Programming（Tr.6〜8,10〜14） - 斎藤仁：Pre-Production - 比留間整：Recording Engineers（Tr.6〜8,10〜14） - シーン・ビーヴァン：Recording Engineers（Tr.1〜5,9,15） - Kenichi Arai：Recording Engineers（Tr.17） - シーン・ビーヴァン：Mixing Engineers（Tr.1〜5,9,15） - 比留間整：Mixing Engineers（Tr.6〜8,10,11） - ジョシュ・ウィルバー：Mixing Engineers（Tr.12〜14） - 片岡恭久：Mixing Engineers（Tr.17） | [Produce & Mastering] - Guitar Technicians：Kazutaka Minemori, Gavin Menzies, Boot, Akira Watanabe - Session Coordinate in LA：Jun Umemoto - Session Coordinate in Japan：Tom Tao - Mastering Engineer：tucky a.k.a 瀧口博達（Parasight Mastering） - Artist Management：Atsushi Fujiwara（VAMPROSE）, Hiroaki Fujimoto（VAMPROSE）, Jason Reese（VAMPROSE）, Yoshinobu Momiyama（VAMPROSE）, Tomoyuki Takada（VAMPROSE）, Asami Nakamura（VAMPROSE） [Artwork etc] - Art Direction & Design：Motoki Ohsaki（LINER Inc.） - Assistant Design：Hiromi Kadowaki, Megumi Harada（LINER Inc.） - Image Create：Masanobu Izumi（Sony Music Communications） - A&R Producer：中山千恵子（Sony Music Entertainment） - Director：Hideki Kokumai（Ki/oon Records） - A&R：Yoshihiro Hagihara（Ki/oon Records） - Executive Producer：福島清志（VAMPROSE）, 中山道彦（Ki/oon Records）, 石川将人（Ki/oon Records） |